# آلبانیایی‌های کوزوو
آلبانیایی‌های کوزوو (به آلبانیایی: Shqiptarët e Kosovës، که بیشتر آلبانیایی‌های کوزوو یا کوزووها نیز نامیده می‌شوند، بزرگ‌ترین گروه قومی در کوزوو را پدیدآورده اند.
آلبانیایی‌های کوزوو به زیرگروه آلبانیایی‌های شمالی (گگ) وابستگی دارند، و در شمال آلبانی، شمال رودخانه اشکومبین، کوزوو، جنوب صربستان و بخش‌های غربی مقدونیه شمالی زندگی می‌کنند. آنها به زبان آلبانیایی گگ سخن می‌گویند.

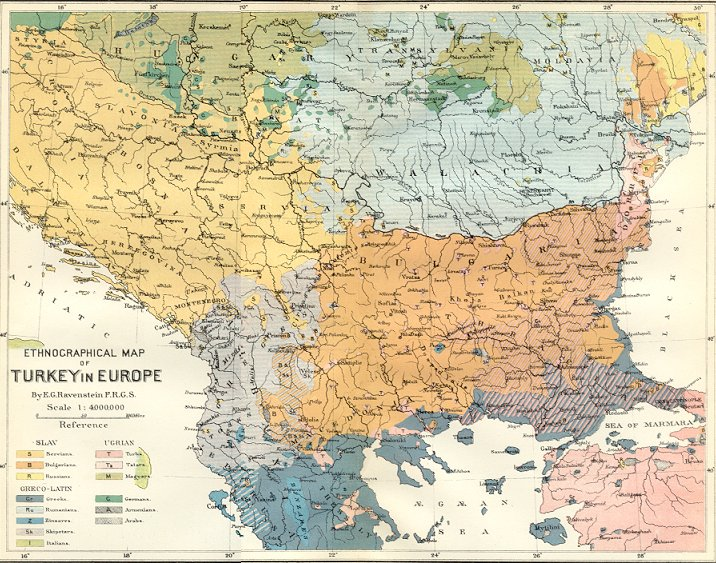
نقشه قوم نگاری بالکان ۱۸۸۰
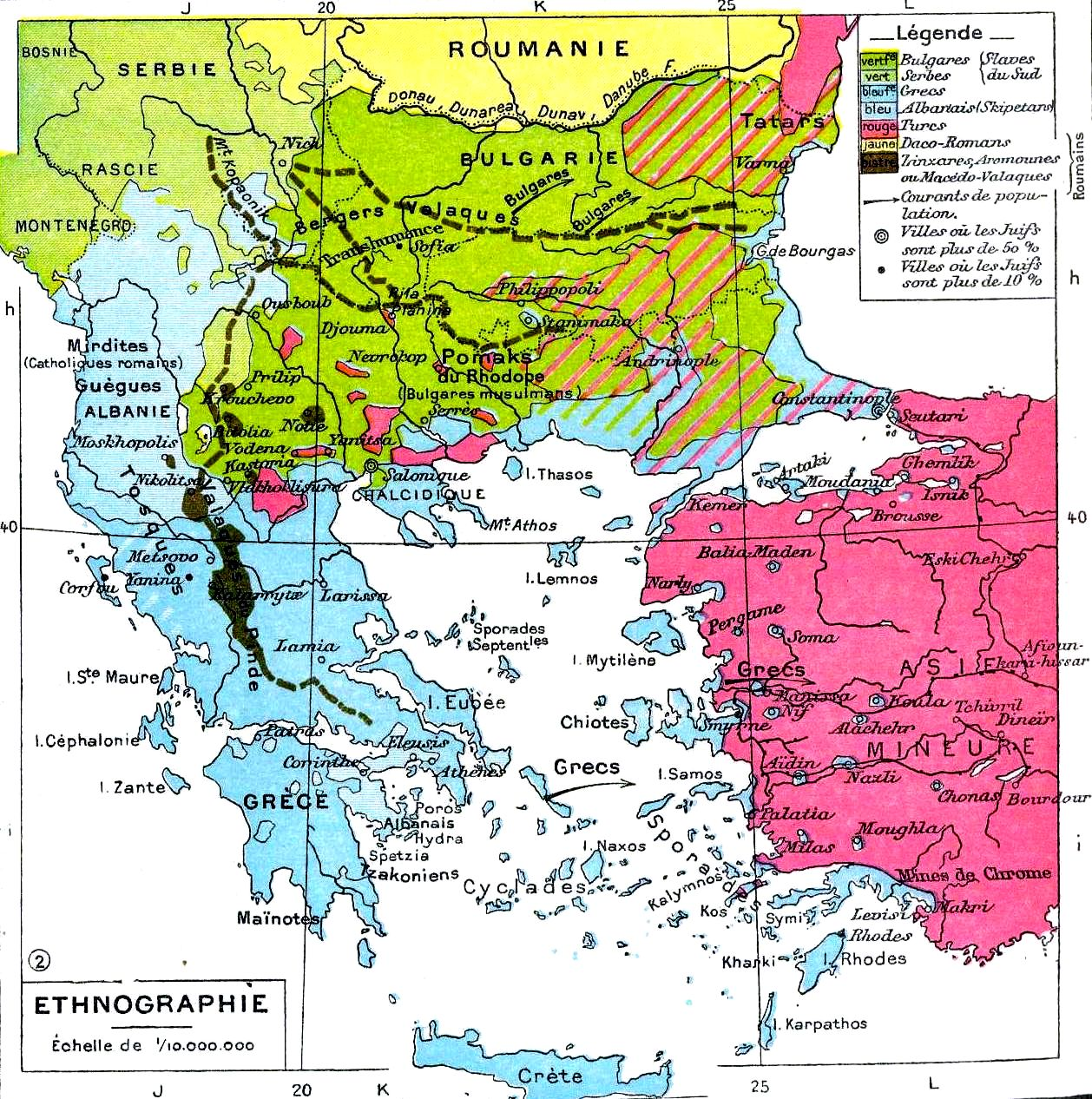
۱۸۹۸ آرایش قومی بالکان بر پایه یک منبع فرانسوی
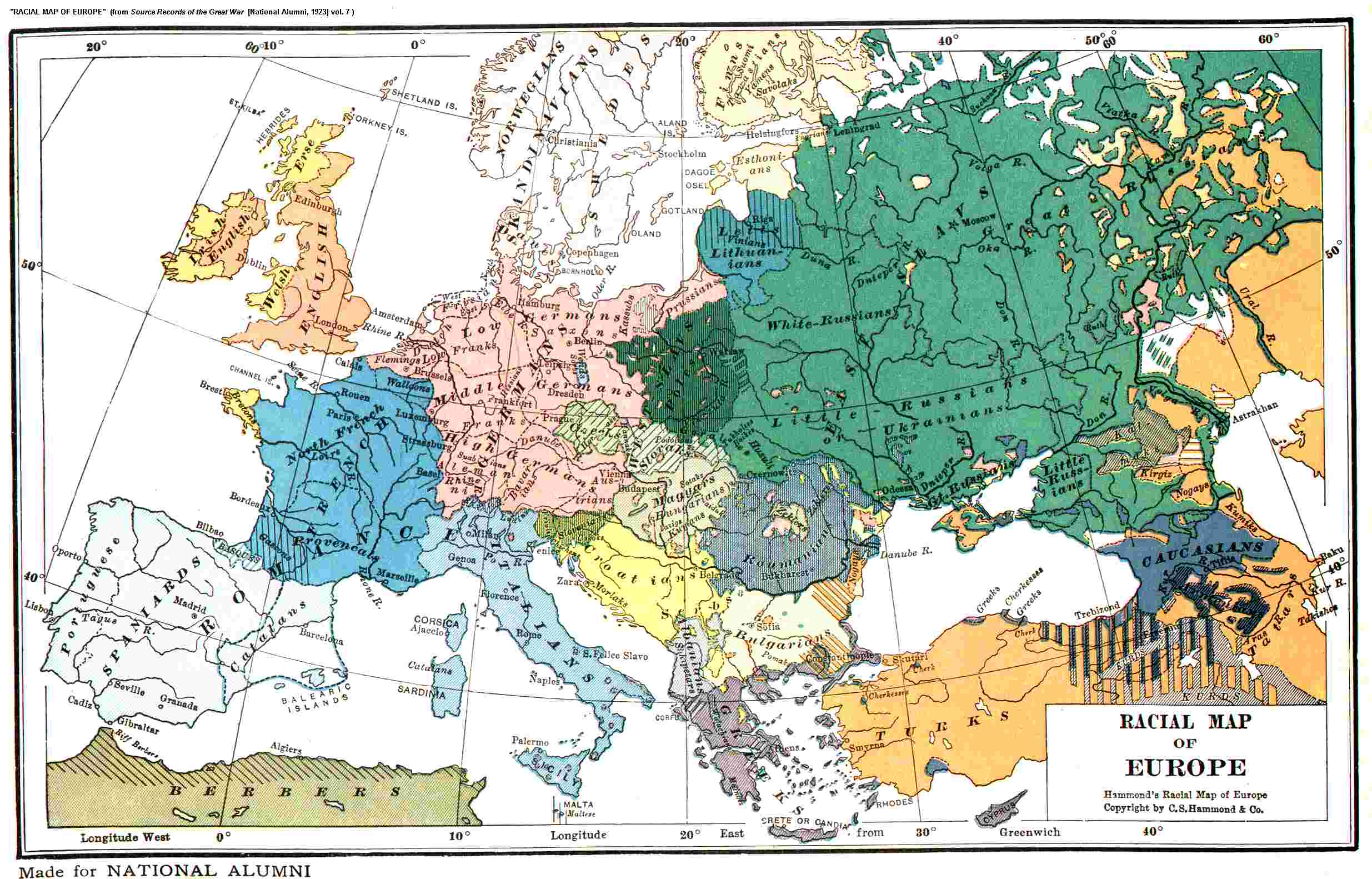
نقشه قوم نگاری ۱۹۲۲ اروپا
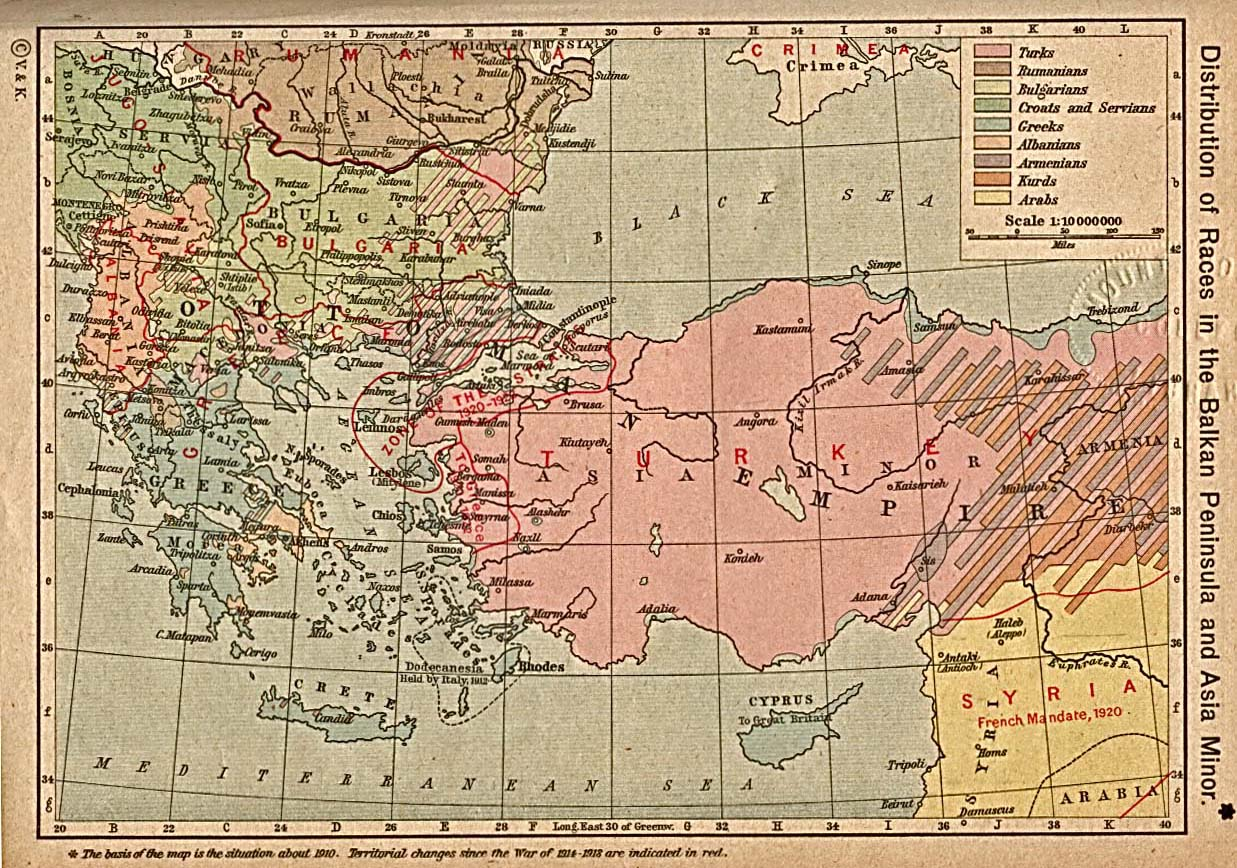
نقشه قوم نگاری بالکان و ترکیه در سال ۱۹۲۳

## فرهنگ و زبان
سنت‌ها و آداب و رسوم آلبانیایی‌ها از شهری به شهر دیگر در خود کوزوو نیز ناهمسان است. هر چند فرهنگ آلبانیایی‌های کوزوو بسیار نزدیک به آلبانیایی‌های کشور آلبانی است. زبان آلبانیایی دارای دو گویش شمالی و جنوبی است. گویش گفتاری آن‌ها گِگی (گویش شمالی) است، اما زبان مؤسسات دولتی، آموزش و پرورش، کتاب‌ها، رسانه‌ها و روزنامه‌ها گویش استاندارد آلبانیایی است که به گویش توسکی (گویش جنوبی) نزدیکتر است.

### هنر
کوزوافیلم صنعت فیلمسازی کوزو بود که فیلم‌هایی را به زبان آلبانیایی منتشر می‌کرد که توسط فیلمسازان آلبانیایی کوزوو ساخته شده بودند. تئاتر ملی کوزوو اصلی‌ترین تئاتری است که در آن نمایش‌ها به‌طور منظم بدست هنرمندان آلبانیایی و بین‌المللی نمایش داده می‌شود.

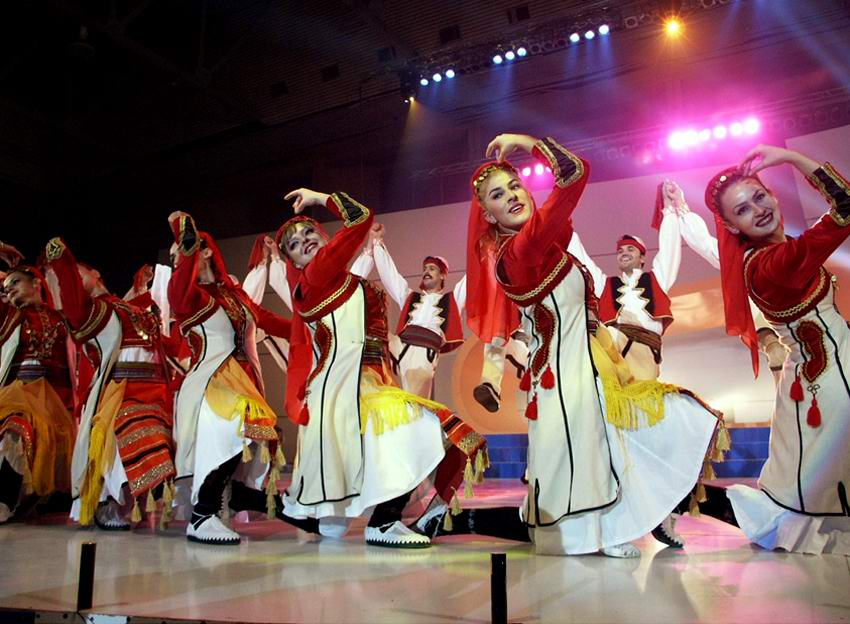
لباس و رقص قومی آلبانیایی‌های کوزوو.

## مراجع
1. ↑  "Kosovo". The World Factbook (۲۰۲۵ ed.). Central Intelligence Agency. Retrieved 27 September 2020.
2. ↑  Elsie,R.Historical Dictionary of Kosovo (2010). p. 276
3. 1 2  "Emigration in Kosovo (International Emigation) – Page 32-38". Kosovo Agency of Statistics, KAS. Archived from the original on 15 June 2014.
4. ↑  "Die kosovarische Bevölkerung in der Schweiz" (PDF). Archived from the original (PDF) on 1 December 2017. Retrieved 25 January 2015.
5. ↑  "Donner une autre image de la diaspora kosovare". Le Temps. 21 January 2009. Archived from the original on 11 July 2015. Retrieved 25 January 2015.
6. ↑  "Kosovari in Italia – statistiche e distribuzione per regione". Tuttitalia.it.
7. ↑  "Relations bilatérales France-Kosovo". diplomatie.gouv.fr. Archived from the original on 14 December 2023.
8. ↑  Statistiek, Centraal Bureau voor de. "8,5 duizend Kosovaren in Nederland". Centraal Bureau voor de Statistiek.
9. ↑  "Ethnic Origin (279), Single and Multiple Ethnic Origin Responses (3), Generation Status (4), Age (12) and Sex (3) for the Population in Private Households of Canada, Provinces and Territories, Census Metropolitan Areas and Census Agglomerations, 2016 Census". Statistics Canada. 25 October 2017.
10. ↑  "Out of hiding, some Kosovars embrace Christianity". Reuters. 29 September 2008.
11. ↑  "Muslim Kosovars rediscover their long-forgotten Roman Catholic roots". Washington post. 6 May 2015.